# Memento Mori (Buck-Tick-album)
A Memento Mori a Buck-Tick japán rockegyüttes tizenhatodik nagylemeze, mely 2009-ben jelent meg. Hetedik volt az Oricon albumlistáján, 23 410 eladott példánnyal. Akárcsak az előző lemez, ez az album is a hagyományosabb rockzene műfajában készült. Címe a memento mori latin kifejezésre utal.

## Dallista
Az összes dalszöveg szerzője Szakurai Acusi, kivéve, ahol külön jelölve van; az összes szám szerzője Imai Hiszasi, kivéve, ahol külön jelölve van.
| 1.    | Makka na joru -Bloody- (真っ赤な夜-Bloody-)                                |              |                 | 3:31 |
| 2.    | Les Enfants Terribles                                                      | Imai Hiszasi |                 | 3:29 |
| 3.    | Galaxy                                                                     |              |                 | 4:21 |
| 4.    | Umbrella (アンブレラ)                                                      | Imai Hiszasi |                 | 4:24 |
| 5.    | Katte ni sijagare (勝手にしやがれ)                                         |              | Hosino Hidehiko | 3:15 |
| 6.    | Coyote                                                                     |              |                 | 4:34 |
| 7.    | Message                                                                    |              | Hosino Hidehiko | 5:13 |
| 8.    | Memento Mori                                                               | Imai Hiszasi |                 | 6:00 |
| 9.    | Jonathan Jet-Coaster                                                       |              |                 | 3:57 |
| 10.   | Szuzumebacsi (スズメバチ)                                                  | Imai Hiszasi |                 | 3:57 |
| 11.   | Lullaby-III                                                                |              |                 | 4:13 |
| 12.   | Motel 13                                                                   |              | Hosino Hidehiko | 4:14 |
| 13.   | Serenade -Itosi no Umbrella-Sweety- (セレナーデ -愛しのアンブレラ-Sweety-) | Imai Hiszasi |                 | 5:13 |
| 14.   | Tensi va dare da (天使は誰だ)                                              | Imai Hiszasi |                 | 5:02 |
| 15.   | Heaven                                                                     |              |                 | 5:34 |
| 67:25 |                                                                            |              |                 |      |